# Acrophylla wuelfingi
Acrophylla wuelfingi är en insektsart som först beskrevs av Ludwig Redtenbacher 1908.  Acrophylla wuelfingi ingår i släktet Acrophylla och familjen Phasmatidae. Inga underarter finns listade i Catalogue of Life.

## Bildgalleri

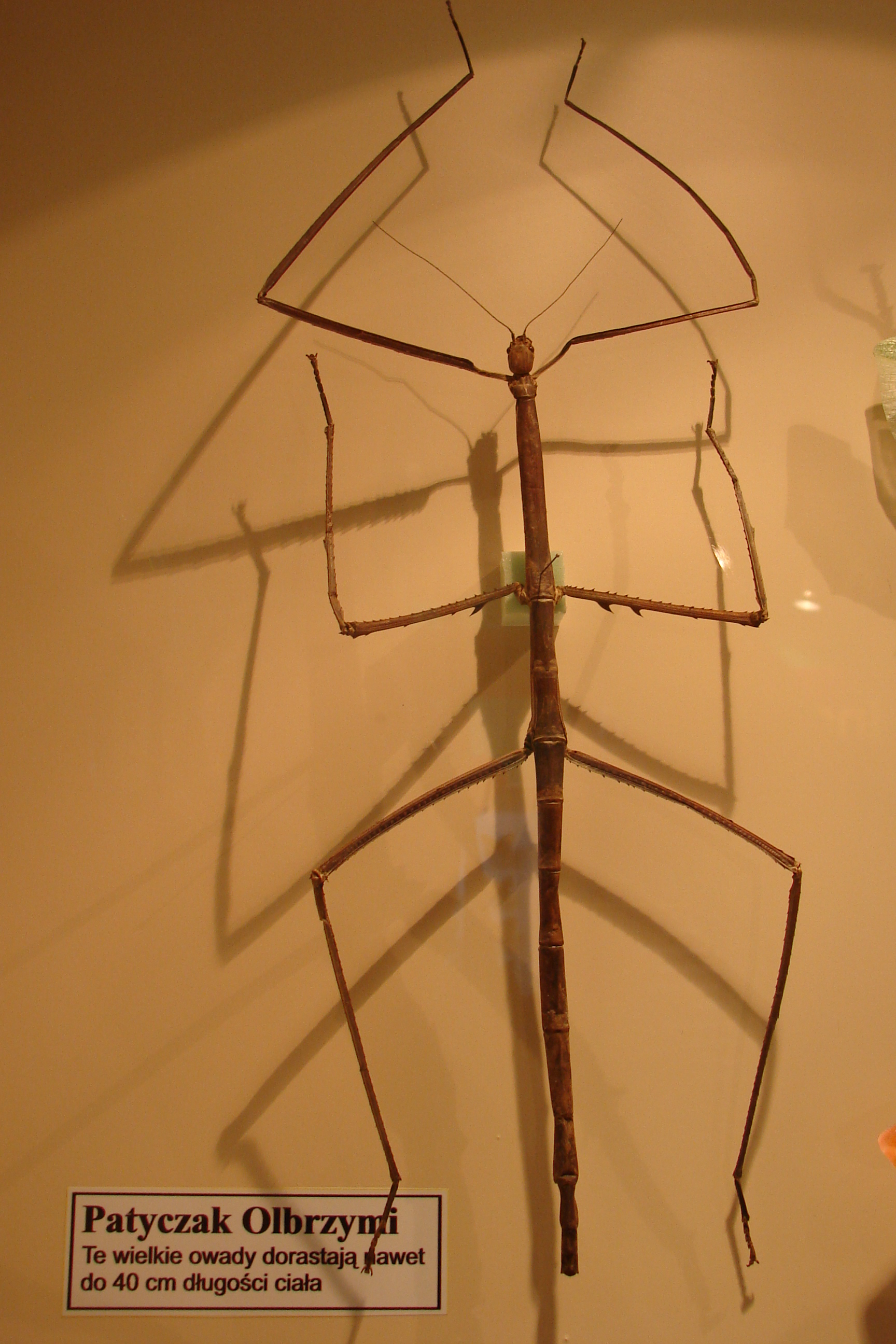